# ArcheoSciences
ArcheoSciences, revue d'Archéométrie (abrégé en ArcheoSciences) est une revue scientifique à comité de lecture qui publie des articles de recherches concernant les techniques scientifiques dans le domaine de l'archéologie. Le journal est édité par le Groupe des méthodes pluridisciplinaires contribuant à l'archéologie à raison de deux numéros par an. 
ArcheoSciences est référencée sur Index savant.
Actuellement, la direction de publication est assurée par François-Xavier Le Bourdonnec.